# Diecezja Uruaçu
Diecezja Uruaçu (łac. Dioecesis Uruassuensis; port. Diocese de Uruaçu) – jedna z 214 diecezji obrządku łacińskiego w Kościele katolickim w Brazylii w stanie Goiás ze stolicą w Uruaçu. Ustanowiona diecezją 26 marca 1956 bullą Cum territorium przez Piusa XII. Biskupstwo jest sufraganią archidiecezji Brasília oraz należy do regionu kościelnego Centro-Oeste.

## Biskupi
- Biskup diecezjalny: bp Giovani Carlos Caldas Barroca (od 2020)
- Biskup senior: bp José da Silva Chaves (od 2007)